# Saulius Sužiedėlis
Saulius Sužiedėlis (ur. 13 maja 1945 w Gocie) – amerykański i litewski historyk, wykładowca, publicysta.

## Życiorys
Urodził się w rodzinie litewskich emigrantów, którzy pod koniec II wojny światowej znaleźli się na terenie Niemiec, jego ojcem był pedagog i działacz Simas Sužiedėlis (1903–1985). W 1948 rodzina przeniosła się do USA.
W latach 1963–1967 studiował historię Europy na Katolickim Uniwersytecie Ameryki w Waszyngtonie, a następnie, do 1972, na Uniwersytecie Marylandu w Baltimore. W 1977 uzyskał doktorat na Uniwersytecie Kansas na podstawie pracy poświęconej przemianom społecznym, ekonomicznym i kulturowym litewskiego chłopstwa na Zaniemniu w latach 1807–1864. W ramach pracy nad doktoratem odbył staże naukowe na Uniwersytecie im. Adama Mickiewicza w Poznaniu (1973) oraz w Instytucie Historycznym Uniwersytetu Warszawskiego (1974–1975).
Po studiach przez kilka lat pracował jako nauczyciel w Etiopii w ramach misji Korpusu Pokoju. W latach 1976–1982 wykładał historię Europy i Litwy w Oklahoma City Community College, był również badaczem w Centrum Badań i Studiów Lituanistycznych w Chicago. W 1982 został konsultantem ds. krajów bałtyckich w Departamencie Sprawiedliwości USA. Pracował na tym stanowisku do 1987. Następnie był redaktorem rozgłośni Głosu Ameryki, gdzie przygotowywał audycje historyczne i polityczne. Od 1990 wykłada na Uniwersytecie Millersville. Od 1994 do 1998 był redaktorem naczelnym czasopisma „Journal of Baltic Studies”.
W pracy naukowo-badawczej zajmuje się głównie historią Rosji, Europy Wschodniej, Litwy oraz Holokaustu na Litwie i udziału w nim Litwinów. W 1998 został członkiem powołanej z inicjatywy prezydenta Litwy Valdasa Adamkusa Międzynarodowej Komisji do spraw Oceny Zbrodni Reżimów Okupacyjnych Nazistowskiego i Sowieckiego na Litwie. Między 2006 a 2010 organizował na Millersville University coroczną konferencję na temat Holokaustu i ludobójstwa. Jest autorem kilkudziesięciu publikacji, książek, zbiorów dokumentów, artykułów i recenzji.
Od 1978 jest członkiem rzeczywistym Instytutu Lituanistycznego w Chicago. Należy do wielu towarzystw naukowych, w tym Association for Slavic, East European, and Eurasian Studies (ASEEES), Association for the Study of Nationalities (ASN), American Historical Association oraz Association for the Advancement of Baltic Studies (AABS), w której w latach 2002–2004 pełnił funkcję przewodniczącego.

## Wybrane publikacje
- The sword and the cross: a history of the church in Lithuania, 1988
- Historical Dictionary of Lithuania, 1997, 2011
- History and Commemoration in the Baltic: the Nazi-Soviet pact, 1939-1989, 1989 (zbiór dokumentów)
- Lietuvos žydų persekiojimas ir masinės žudynės 1941 m. vasarą ir rudenį: šaltiniai ir analizė / The persecution and mass murder of Lithuanian Jews during summer and fall of 1941: sources and analysis, 2006 (wspólnie z Christophem Dieckmannem)
- Crisis, War, and the Holocaust in Lithuania, 2025[3]

## Nagrody i odznaczenia
- Nagroda Ministra Edukacji i Nauki Litwy za osiągnięcia międzynarodowe w nauce i współpracy z Litwą (2011)
- tytuł doktora honoris causa od Uniwersytetu Witolda Wielkiego (2012)[4]
- Nagroda im. Leonidasa Donskisa (2018)[5]
- Krzyż Oficerski Orderu „Za Zasługi dla Litwy” (2023)[6]